# 马克思列宁毛主义
马克思列宁毛主义（英語：Marxism–Leninism–Maoism），简称马列毛主义，是用来表示毛主义是马克思列宁主义的更高阶段的用词。马列毛主义是建立于马克思主义、列宁主义之上的学说，包含马克思、恩格斯、列宁、斯大林、毛泽东的思想。

## 历史
1960年代中苏论战中，许多共产主义组织站在中国一边。当时中国共产党在国内提“马克思列宁主义、毛泽东思想”或“马克思主义、列宁主义、毛泽东思想”。文化大革命初期，中国共产党官方媒体提出，“毛泽东同志发展了马克思列宁主义”，树立了马克思主义发展史上第“三个伟大的里程碑”，“毛泽东思想是当代最高水平的马克思列宁主义”。1969年通过的《中国共产党章程》称“中国共产党以马克思主义、列宁主义、毛泽东思想作为指导思想的理论基础。”此后，一些共产主义组织以“马克思主义、列宁主义、毛泽东思想”作为意识形态基础，如菲律宾共产党、意大利马列主义党、缅甸共产党。
1980年代，秘鲁共产党 (光辉道路)倡导以毛主义一词代替毛泽东思想，最早提出马克思列宁毛主义一词，主张马列毛主义是马克思列宁主义的更高的和更新的阶段。1993年12月26日（毛泽东百年诞辰），毛派国际组织革命国际主义运动发表文章《马克思列宁毛主义万岁！》，认为毛泽东把马克思列宁主义发展到了一个新的更高的阶段，旧有词汇不足以概括这种成就，而应使用“马克思列宁毛主义”一词。
美国革命共产党后来奉行“新综合”理论，尼泊尔共产党（毛主义中心）宣称其指导思想“普拉昌达道路”是对马列毛主义的发展。而秘鲁共产党 (光辉道路)则将自己的意识形态称为“马克思列宁毛主义、贡萨罗思想”，目前贡萨罗思想/贡萨罗的普遍适用性贡献被一些毛派政党所奉行。

## 内容
毛主义者认为，毛主义的贡献包括：矛盾论，知识论；群众路线；新民主主义理论，殖民地半殖民地的革命道路，三大法宝——党的建设、人民军队和统一战线；持久人民战争理论和军事战争原则的发展；无产阶级政党的组织原则的发展（通过对路线斗争的认识），整风运动，批评和自我批评；正确处理社会主义过渡时期的矛盾；无产阶级专政下继续革命的理论与实践。

### 群众路线
群众路线理论以列宁的先锋队理论为基础，概括了革命意识形态大众化、巩固无产阶级专政、加强党的建设和社会主义建设的策略。群众路线可以概括为“从群众中来，到群众中去”。它有三个组成部分（或阶段）：
1. 收集群众的分散的意见。
2. 根据群众的长期的、最终的利益（群众自己有时只能模糊地看到）和对客观情况的科学分析，从马克思主义的角度来集中这些意见。
3. 将这些集中后的意见以政治路线的形式回到人民群众，这实际上将推动群众的革命斗争。

三个步骤应该反复应用，将实践和认识不断地提高到更高的阶段。

### 人民战争
人民战争是革命战争的战略，观点有：
- 任何与资产阶级按他们的方式作战、使用同样的策略和战略的尝试将被粉碎。
- 革命的客观条件何时存在是无法预测的。因此，主观条件——即阶级意识——必须尽早提前建立。
- 一举夺取国家政权一般不会发生。在无产阶级先锋队同资产阶级同时控制该国的一部分时，人民战争中出现了双重政权的局面。
- 如果没有军事经验，党就不可能指望无产阶级夺取政权。因此，军事经验——即通过实际战斗获得的经验，即使在有限的范围内——必须在夺取政权前的较长时间内获得。双重政权，除了是实现无产阶级专政的必要发展之外，在提供这种军事经验（以及民间知识、宣传工作的材料、党的物质援助与扩大和改善群众路线）方面是非常宝贵的。

在1998年发布的一份共同宣言中，印度共产党（马列）人民战争、毛主义共产主义中心、菲律宾共产党、土耳其共产党/马列、巴西共产党（马列）等毛派政党确认了持久人民战争的具体战略路线与更一般（普遍适用）的人民战争的区别。持久人民战争被认为是人民战争在大多数（或大部分）人口是农民的国家的具体应用，包括从共产主义者控制的农村根据地包围城市。
将人民战争应用于完全工业化的国家是许多争论的主题。革命国际主义运动及加拿大革命共产党等组织提出，帝国主义国家的假想的人民战争大部分将发生在城市地区。

### 新民主主义
毛泽东认为，有两类国家：一类是帝国主义国家，另一类国家的社会是半殖民地半封建的。在半殖民地半封建社会，存在附属于帝国主义的买办资产阶级。而民族资产阶级具有两重性，有可能站在无产阶级一边。
新民主主义革命是无产阶级领导的、人民大众的、反对帝国主义、封建主义、官僚资本主义的革命。无产阶级（通过共产党）掌握革命的领导权，并及时由新民主主义革命向社会主义革命过渡。

### 三大法宝
党、军队和统一战线，被称为革命斗争的三大法宝。毛泽东说：“一个有纪律的，有马克思列宁主义的理论武装的，采取自我批评方法的，联系人民群众的党。一个由这样的党领导的军队。一个由这样的党领导的各革命阶级各革命派别的统一战线。这三件是我们战胜敌人的主要武器。”

### 继续革命
毛主义者非常重视文化大革命的经验和教训，这一革命试图消灭党内产生的资产阶级代表人物，并改造社会的各个方面。
毛主义者重申经济基础和上层建筑的辩证法，即改造经济基础是不够的，也必须有意识地改造上层建筑。

### 其他
毛泽东将社会主义社会的矛盾划分为敌我矛盾和人民内部矛盾。敌我矛盾是对抗性的，人民内部矛盾是非对抗性的，两种矛盾可能相互转换。
毛主义者赞成毛泽东的哲学著作，尤其是有关辩证法的《矛盾论》和有关认识论的《实践论》。三个世界仍存争议，南美洲认同贡萨罗普适贡献的毛派政党支持某种三个世界理论。

## 马列毛主义运动
1984年毛派国际组织革命国际主义运动建立，2006年后停止了活动。2022年，15个毛派组织建立国际组织国际共产主义者同盟。
支持马列毛主义的政党有：土耳其共产党/马列、土耳其毛主义共产党、阿富汗共产党（毛主义）、伊朗共产党（马列毛）、秘鲁共产党 (光辉道路)、印度共产党（毛主义）、东孟加拉无产阶级党、尼泊尔共产党（毛主义中心）、菲律宾共产党、美国革命共产党、巴西共产党 (2022年)、厄瓜多尔共产党—红太阳等。